# Eristalinus surcoufi
Eristalinus surcoufi là một loài ruồi trong họ Ruồi giả ong (Syrphidae). Loài này được Hervé-Bazin mô tả khoa học đầu tiên năm 1914. Eristalinus surcoufi phân bố ở vùng Châu Phi